# 多元王朝説
多元王朝説は、古代および中世の日本列島には複数の王朝と大王が並立・連立して存在したとする仮説。
論拠は前方後円墳の形が地域によって微妙に異なること、「その時代の日本列島は一つの統一王朝によって運営されていた」という明確な記録がどの文献にも存在していない事、そして、古代中国王朝側の文献からの歴史の記述に頼らざるを得ない点などである。
主な提唱者は古田武彦。「多元的古代史観」という用語もある。主に、ヤマト王権を中心として王朝が各地に分布していたという説、そして、大和王権と九州倭王朝の両勢力が並立して存在していたとする九州王朝説に分かれる。

## 九州王朝
天孫降臨として伝えられる出来事（BC2世紀）から、702年（670年、704年とする説もある）の間、筑紫に中国王朝に朝貢し、朝鮮半島に出兵した王朝があったとする。邪馬壱国（邪馬一国）や倭の五王、『隋書』「東夷伝」に記された俀国（俀国は倭国の誤記後刻ではなく、俀（タイ）国と考える）も九州王朝とする。磐井の乱や継体の乱はなかった、と最近主張されている。詳しくは(九州王朝説)を参照

### 高良記
『高良記』には九州王朝の系譜とされるものが記されている。まず、高良大神の孫をその子孫として、*(1) 斯礼賀志命神、(2) 朝日豊盛命神、(3) 暮日豊盛命神、(4) 渕志命神、(5) 谿上命神、(6) 那男美命神、(7) 坂本命神、(8) 安子奇命神、(9) 安楽応宝秘命神
といった神が記されており、さらに、 *〈1〉物部日良仁光連、〈2〉日往子明連、〈3〉日男玉頼連、〈4〉神力玉依連、〈5〉日光玉一連、〈6〉日往玉尊連、 * 1.日明玉連尚、2.舎男連常、3.日柱男連廣、4.大直連俊、5.大全神連親、6.日天男連信、7.大長津連秀、8.大勝津連平、9.神仲熊連豊、10.神天子連家、11.神道天連良、12.神司宮連法、13.神天仲連就、14.神頭国連軌、15.神斗玉連仍、16.神面土連篤、17.賢名皇連忠、18.意賢皇是連、19.賢天皇兼連、20.公兼皇連岩といった系譜がある。この中には「皇」（すめろぎ）や「連」（つら）などと言った称号がある。九州王朝説の根拠の一つであり、これは九州王朝において天皇制が施行されていた根拠であるとされるが、記される神名（人名）は古代系図と思えない奇妙なものが並ぶ。なお大和王権は九州王朝の「天皇」の下の「大王」としての位取りであったとしている。

## 出雲王朝
出雲国（いづものくに）古代出雲を参照。(『出雲国風土記』、『国引き神話』)

## 近畿・大和王朝
ヤマト王権を参照。
神武天皇は、実在したとする。神武天皇は福岡県の日向川のあたりから銅鐸の中心地である大和に東侵したとする。継体天皇の時に王朝交代があったとするが、応神天皇の時は王朝交代はなかったとしている。また、仁徳天皇の前に宇治天皇がいたとする。（播磨国風土記から）

## 関東王朝
稲荷山古墳の被葬者は関東に存在した王朝の「加多支鹵大王」に仕えていたとする。

## 東北王朝
角塚古墳において出土した埴輪より、ヤマト王朝勢力が北上した、と一般的には考えられているが、和田家文書（東日流外三郡誌、等）から、九州王朝から逃げた安日彦の子孫による王朝があったとする。和田家文書にでてくる長脛彦は九州の豪族としている。ただし偽書が根拠なので、学会からは全く認められていない。（例外として、笠谷和比古がいる）

## 主な論者
主な論者として、教授・元教授では古田武彦、北村泰一、笠谷和比古、平野貞夫が、在野では古賀達也、竹下義朗などがいる。主にリベラル派に多かった支持者だが、平野や竹下のような保守派の支持者も存在している。

## 12年誤差説
日本書紀の継体天皇から皇極天皇に関する記事は12年の誤差があるとする。聖徳太子や乙巳の変もこれによる。

## 筑紫朝廷論
この邪馬台国は、やがて筑紫朝廷に発展したとするのが九州王朝説である。

### 根拠
次のことから、近畿天皇家は本来九州王朝の臣下であり、白村江の戦いの前後から次第に独立していったと考えられる。
- 「中国正史」によると、用明天皇は九州王朝のタリシホコの補佐官であったという（なお、新唐書によると多利思比孤が用明天皇であったとされ、「中国正史」が何を指すのか不明）。[2]
- 神武天皇は九州から東征した。
- 「大倭」や「真人」といった名称を付ける天皇もいるが、これらは九州王朝の官職名であると考えられる。

また、次の王朝も九州王朝に服従していたと考えられる。
- 東北王朝は『東日流六郡誌』によると、邪馬壹国に朝貢していた。
- 吉備王朝も九州王朝に従っていた可能性が高い。
- 讃岐王朝は九州王朝に滅ぼされ、その後、伊予王朝が成立した。
- 四国南西部にも九州王朝に服従する王朝があり、倭国と環太平洋文明圏の入り口となった。

ただし全ての「根拠」は正しい根拠に基づいておらず、九州王朝が実在したとは到底証明できるものではない。

### 海外王朝
倭国の版図は海外にも広がっており、日本列島外の倭人も独自の王朝をきずいていた、とする。

#### 南米
『魏志』に出てくる裸国・黒歯国は九州王朝の朝貢国である。其れは以下の理由による。
- エクアドルで発見された土器と九州及び関東の縄文土器が類似している。
- エクアドルには日本語で解明できる地名が少なくない。
- 魏志や海の賦では、黒歯国が南米と思われる位置に記されている。[4]
- 古代海洋民族の航海技術は決して低いものではなく、例えばパラオあたりには今でも小さい船で気軽に国境を越えた航海をする人々が存在している。倭人は海洋民族であると考えられ、そのような航海のノウハウを知っていた可能性が高い。また、和田家文書に引用されている天皇記ではパラオ人が天孫族になったとしている。

#### 豪州
オーストラリアの先住民である黒人は『梁書』に出てくる「海人」である。尚、『梁書』では倭人が海人を食用にしていたと記されているが、これは古代にも人種差別があった証拠である。中南米のオルメク文明には、黒人をかたどった彫刻があるが、これは倭人によって連れてこられた黒人であると考えられる。

#### 朝鮮
朝鮮は九州王朝の朝貢国であった。それは以下の理由による。
- 『山海経』によると、朝鮮南部は倭人が住んでいた。
- 朝鮮人は倭国に王子を人質として出していた。

#### 南洋
高天野原はパラオであった。その根拠は丑寅日本記に引用されている天皇記による。

## 書籍
- 古田武彦 『失われた日本』
- 古田武彦 『失われた九州王朝』
- 古田武彦 『多元的古代の成立』
- 竹下義朗 『検定不合格！教科書になれなかった歴史』
- 竹下義朗 『汝の敵・赤い支那を知れ！』

## 参考
- 安本美典 『古代九州王朝はなかった』
- 安本美典 『虚妄（まぼろし）の九州王朝』
- 原田実 『幻想の多元的古代 万世一系イデオロギーの超克』